# 弗洛里安·托萬
弗洛里安·托萬（法語：Florian Thauvin；1993年1月26日—），是一名法國職業足球員，司職右中場、右翼鋒。現效力於法甲球隊朗斯。

## 俱乐部生涯
2011年7月19日，托万与科西嘉球队巴斯蒂亚签署了他的第一份职业合同。 2013年1月29日，托万与里尔签署了一份为期四年半的合同，转会费据报为350万欧元。
2013年9月3日，托万与马赛签订了一份为期五年的合同。 2015年8月19日，托万以约1500万英镑的转会费与纽卡斯尔联队签订了一份为期五年的合同。
2016年1月31日，纽卡斯尔宣布托万将租借回归马赛直到赛季结束。 2021年5月7日，托万与墨西哥球队老虎队签约。 2023年1月23日，老虎队宣布已终止与托万的合同。 2023年1月31日，托万加入意甲俱乐部乌迪内斯，签订了一份为期两年半的合同。

## 國家隊生涯
托萬入选了2018年俄罗斯世界杯的23人名单。法國队在喀山举行的16强比赛中以4-3战胜阿根廷，他代替姆巴佩上場了1分钟。法國队最終赢得了該屆世界杯。
托萬被任命為參加2020年夏季奥林匹克运动会男子足球比赛的法國奧運代表隊的三名超齡球員之一。其他人之一是他的新老虎隊友吉尼亞克。

## 榮譽

### 國家隊
法國
- 國際足總世界盃冠軍：2018年

### 個人
- 法國榮譽軍團勳章騎士級：2018年

## 外部連結
- Soccerway資料庫：弗洛里安·托萬

- Florian Thauvin at LFP.fr
- 弗洛里安·托萬在《隊報》足球中的档案 （法文）
- ESPN Profile （页面存档备份，存于）
- France profile （页面存档备份，存于） at FFF